# Дренова
Національний парк «Ялиця Дренова» (алб. Parku Kombëtar Bredhi i Drenovës) — національний парк поблизу Корча на сході Албанії площею 10,3 км2 (4,0 миля2).
Парк розташовується в межах Іллірійських листяних лісів і мішаних динарських альпійських лісів наземного екорегіону Палеарктичного помірного широколистяного та мішаного лісу, де переважає ялиця срібляста. Різноманітні морфологічні, кліматичні та гідрологічні умови регіону сприяють формуванню різноманітних геологічних особливостей. У національному парку є багато скельних утворень, таких як Камінь Капі, Вирізаний камінь, піраміда Жомбрита, печера Трен, а також багато водних об’єктів, таких як озера Леніє та Карстова порожнина. Усі вони перебувають під охороною та оголошені урядом Албанії природними пам’ятками.